# Rutin
Rutin je chemická sloučenina patřící mezi bioflavonoidní glykosidy.

## Charakteristika
Je to látka světle žluté barvy, částečně rozpustná ve vodě. Molární hmotnost rutinu je 610,52 g/mol. Jeho aglykon se nazývá kvercetin a cukernatá část rutinosa (α-L-rhamnosyl-(1→6)-β-D-glukosa).

## Zdravotní účinky
Má řadu pozitivních zdravotních účinků, mezi jeho největší přínosy patří především schopnost léčit křehkost krevních kapilár a zvyšovat pružnost cév. Snižuje LDL cholesterol. Také je významná jeho antioxidační aktivita a s tím související antikarcinogenní účinky a schopnost zhášet volné radikály. Zesiluje účinek vitaminu C.

## Výskyt
Rutin byl objeven v roce 1842 v listech routy vonné. Je velmi rozšířený v rostlinné říši. Mezi nejvýznamnější zdroje rutinu patří pohanka obecná, routa vonná a jerlín japonský. Dále se rutin vyskytuje v chřestu, ve slupkách rajčat, v kůře citrusových plodů, v jablečné slupce, v broskvích, nektarinkách, lesních plodech, kiwi, banánech, a také ve výluhu zeleného a černého čaje.

## Obsah rutinu v pohance
Na českém území je pohanka nejvýznamnějším zdrojem rutinu. Jeho množství závisí na odrůdě pohanky a také na množství přijatého slunečního záření. Obsah rutinu v pohance se v různých částech rostliny liší. Nejvíce rutinu se nachází v květech (až 400 mg/100 g sušiny), následují listy, semena, stonek, nejméně rutinu je v kořenu. V loupaných semenech (tzv. kroupy) se nachází okolo 20 mg rutinu ve 100 g sušiny. Tepelným zpracováním pohanky však obsah rutinu klesá.